# 슈타켈베르크 모형
경제학에서 슈타켈베르크 모형은 선도 기업이 먼저 생산량을 결정하고, 후발 기업이 생산량을 결정하는 순차적 전략 과점 모형이다. 이 모형은 독일의 경제학자인 하인리히 프라이헤어 폰 슈타켈베르크(Heinrich Freiherr von Stackelberg)의 이름을 따 지어졌다.
쿠르노 모형과 슈타켈베르크 모형의 차이점은 쿠르노 모형에서 각 기업이 동시에 생산량을 결정하는 동시적 게임의 성격을 가진데 반해 슈타켈베르크 모형에서는 선도 기업이 먼저 생산량을 결정하고 후발 기업이 생산량을 결정하는 순차적 게임이라는 점이다.

## 부분게임 완전 균형
슈타켈베르크 모형은 부분게임 완전 균형을 구하는 방법으로 풀 수 있다. 부분게임 완전 균형을 구하려면 역진귀납법을 통해 후발 기업의 최적 반응을 먼저 고려하여야 한다.
선도 기업의 생산량을 {\displaystyle q_{L}}, 후발 기업의 생산량을 {\displaystyle q_{F}}라 하고 P를 역수요함수, C를 비용함수, MC를 한계비용이라고 하자. 후발 기업의 이윤은 {\displaystyle \pi _{F}=P(q_{L}+q_{F})\cdot q_{F}-C_{F}(q_{F})}이므로 후발 기업의 최적 반응은 다음 식을 만족하여야 한다.
{\displaystyle {\frac {\partial \pi _{F}}{\partial q_{F}}}={\frac {\partial P(q_{L}+q_{F})}{\partial q_{F}}}\cdot q_{F}+P(q_{L}+q_{F})-MC_{F}(q_{F})=0}
위의 방정식을 정리하여 후발 기업의 생산량은 선도 기업의 생산량의 함수 {\displaystyle q_{F}(q_{L})}로 나타내어 정리할 수 있다. 선도 기업의 이윤함수는 다음과 같이 표현할 수 있다.
{\displaystyle \pi _{L}=P(q_{L}+q_{F}(q_{L}))\cdot q_{L}-C_{L}(q_{L})}
선도 기업의 이윤을 극대화하는 조건은 다음과 같다. 선도 기업의 이윤을 극대화하는 생산량을 찾으면 슈타켈베르크 균형을 구할 수 있다.

### 예시
이제 선형 수요함수를 가정하여 풀이한다. 역수요함수는 {\displaystyle P(q_{L}+q_{F})=a-b(q_{L}+q_{F})}라고 가정할 때 후발 기업의 최적 반응은 다음과 같은 과정으로 구한다. 편의상 한계비용은 c로 같은 상수임을 가정한다.
- 후발 기업 이윤함수: {\displaystyle \pi _{F}=\left(a-b(q_{L}+q_{F})\right)q_{F}-C_{F}(q_{F})}
- 이윤극대화: {\displaystyle {\frac {\partial \pi _{F}}{\partial q_{F}}}=a-bq_{L}-2bq_{F}-c=0}
- 후발기업의 최적반응함수: {\displaystyle q_{F}={\frac {a-c}{2b}}-{\frac {1}{2}}q_{L}}

선도 기업의 이윤함수는 {\displaystyle \pi _{L}=\left(a-b(q_{L}+q_{F})\right)q_{L}-C_{L}(q_{L})}이다. q_F에 후발 기업의 최적반응함수를 대입한다.
{\displaystyle \pi _{L}=\left(a-b\left(q_{L}+{\frac {a-c}{2b}}-{\frac {1}{2}}q_{L}\right)\right)q_{L}-C_{L}(q_{L})=\left({\frac {a+c_{F}}{2}}-{\frac {b}{2}}q_{L}\right)q_{L}-C_{L}(q_{L})}
선도 기업의 이윤극대화조건은 다음과 같다.
{\displaystyle {\frac {\partial \pi _{L}}{\partial q_{L}}}=\left({\frac {a+c}{2}}-bq_{L}\right)-c=0}
선도 기업의 생산량은 {\displaystyle q_{L}={\frac {a-c}{2b}}}가 된다. 이를 후발 기업의 최적반응함수에 대입하면, 후발 기업의 생산량은 {\displaystyle q_{F}={\frac {a-c}{4b}}}가 된다. 슈타켈베르크 모형에서는 선도 기업이 더 많은 생산량을 생산하는 전략적 이점을 가지게 된다, 이를 선행자 이점(First-mover advantage) 또는 선도자 이점이라 한다.
수요곡선이 선형으로 주어지고, 한계비용이 두 기업 모두 상수이면서 같다면 선도 기업의 생산량은 독점 기업이 생산하였을 생산량과 같아지는 특성이 있다.

## 같이 보기
- 과점
- 쿠르노 모형
- 베르트랑 모형